# Frédéric de Hesse-Cassel (1771-1845)
Pour l’article homonyme, voir Frédéric de Hesse-Cassel.
Pour les articles homonymes, voir Frédéric de Hesse.
Titre
Gouverneur général de Norvège
11 janvier 1810 – 11 mai 1813
(3 ans et 4 mois)
Le prince Frédéric de Hesse-Cassel (né le 24 mai 1771 au château de Gottorf – mort le 24 février 1845 à Panker, Holstein) est un aristocrate danois qui servit comme général. Il termina sa carrière comme gouverneur de la Norvège (1810–1813) et des duchés de Schleswig et de Holstein (1836–1842).

## Vie privée
Le prince Frédéric épousa le 21 mai 1813 en Norvège la baronne de Liliencron, Clarelia-Dorothée de Brockdorff (née le 16 janvier 1778, morte à Rendsborg le 24 août 1836). Comme c'était une union morganatique, l'épouse ne put, selon l'étiquette, jouir du titre de princesse.

## Carrière
Issu de la maison royale de Danemark, il embrasse très jeune la carrière des armes, devenant colonel d'un régiment dès 1778. Il est promu major-général en 1783 et lieutenant-général en 1789. Il commande le Régiment du Roi de 1795 à 1800, est décoré de l'Ordre de l'Éléphant (1801) puis exerce les fonctions de gouverneur militaire de Rendsburg et d'inspecteur-général de l'Infanterie pour les duchés de Schleswig et de Holstein, de 1800 à 1808.
En 1807, Napoléon conclut le traité de Tilsit avec le tsar Alexandre Ier, et quelques mois plus tard, le Danemark rallie prudemment la France ; mais le roi Gustave IV de Suède poursuit sa politique pro-britannique et refuse d'adhérer au blocus continental. La tension avec le Danemark s'accroît et au début de l'année 1808, le prince Frédéric, élevé au grade suprême de général d'infanterie, est chargé de mener une armée danoise de Zélande en Scanie, mais le gouvernement danois décide finalement d'annuler cette campagne.
Au mois de juillet 1809, le prince est dépêché en Norvège car le gouverneur-général Christian Auguste d'Augustenborg est soupçonné de prétendre à la Couronne de Suède,. Frédéric exerce désormais les fonctions de chef d’État-major pour le sud du pays et Christian-Auguste s'enfuit en Suède le 7 janvier 1810, lui abandonnant de fait les fonctions de gouverneur-général le 9 janvier. Frédéric est élu président de la Société royale des lettres et des sciences de Norvège ; mais le roi Frédéric VI décide de confier le gouvernement de Norvège au prince-héritier Christian-Frédéric, qui prend ses fonctions le 23 mai 1813. C'est à ce moment que Frédéric de Hesse doit se séparer d'Hans-Henrik Rode, qui a été son aide-de-camp depuis 15 ans.
Dans le cadre de la Campagne d'Allemagne (1813), où le Danemark est allié à l’Empire français, Frédéric de Hesse commande le corps expéditionnaire danois de Holstein, chargé d'appuyer l'armée du maréchal Davout. Au terme de la bataille de Leipzig, il doit battre en retraite : en décembre 1813, il se replie sur Rostock puis Rendsburg, évitant la destruction totale des armées danoises, et même force le passage, le 10 décembre 1813, à Sehested, exploit qui lui vaut l'élévation au rang de Grand Commandeur de l'Ordre de Dannebrog ; de là, il prépare une contre-attaque sur le corps expéditionnaire russo-suédois, qui avait occupé sans combat le Holstein, mais le Traité de Kiel (14 janvier 1814) rend inutile cette entreprise.
De 1815 à 1818, il est chargé du commandement des forces d'occupations danoises en France. De retour au Danemark, il retrouve le commandement des armées du Schleswig et du Holstein, à la résidence de Rendsborg. De 1836 à 1842, il succède à son père Charles, en tant que gouverneur-général du Schleswig et du Holstein, et la Couronne danoise l'élève au rang de maréchal. Il passe ses dernières années dans le domaine familial de Panker, sur les bords de la Baltique, et y meurt en février 1845.